# Пасуш-де-Вильяригеш
Пасуш-де-Вильяригеш (порт. Paços de Vilharigues)  —  район (фрегезия) в Португалии,  входит в округ Визеу. Является составной частью муниципалитета  Возела. Находится в составе крупной городской агломерации Большое Визеу. По старому административному делению входил в провинцию Бейра-Алта. Входит в экономико-статистический  субрегион Дан-Лафойнш, который входит в Центральный регион. Население составляет 709 человек на 2001 год. Занимает площадь 8,37 км².
Покровителем района считается Святая Маринья (порт. Santa Marinha). 

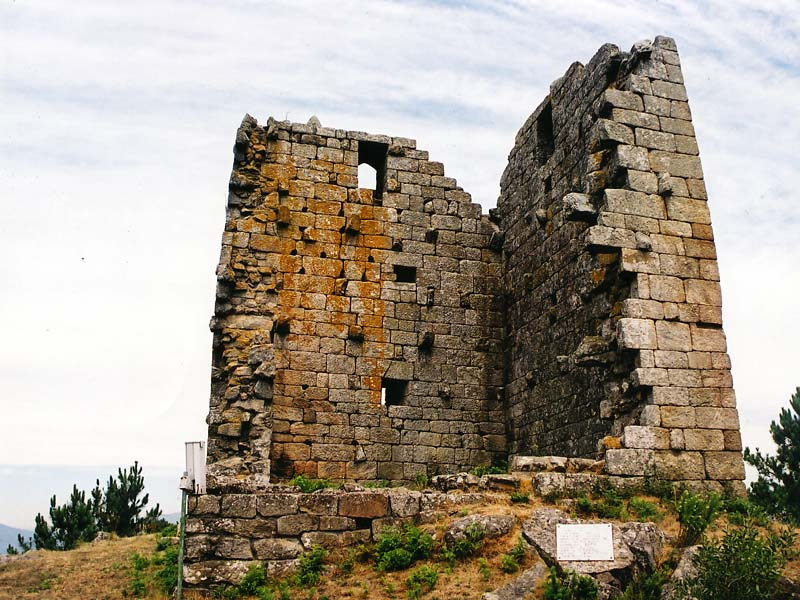

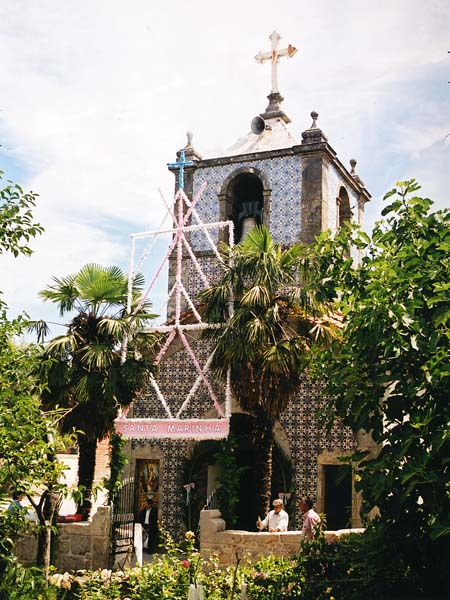
Собор